# Sint-Vincentiuskerk (Luik)

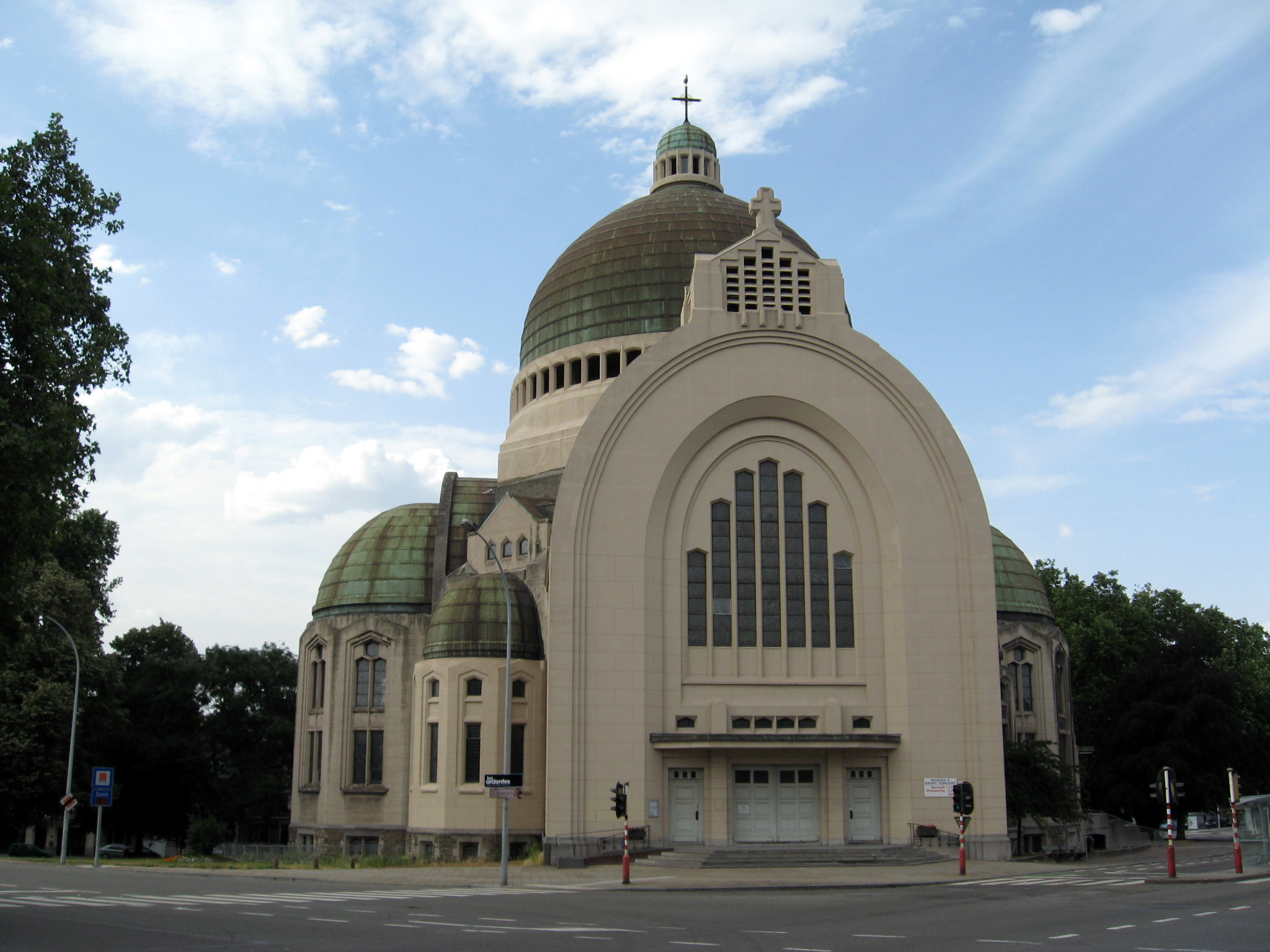
Sint-Vincentiuskerk

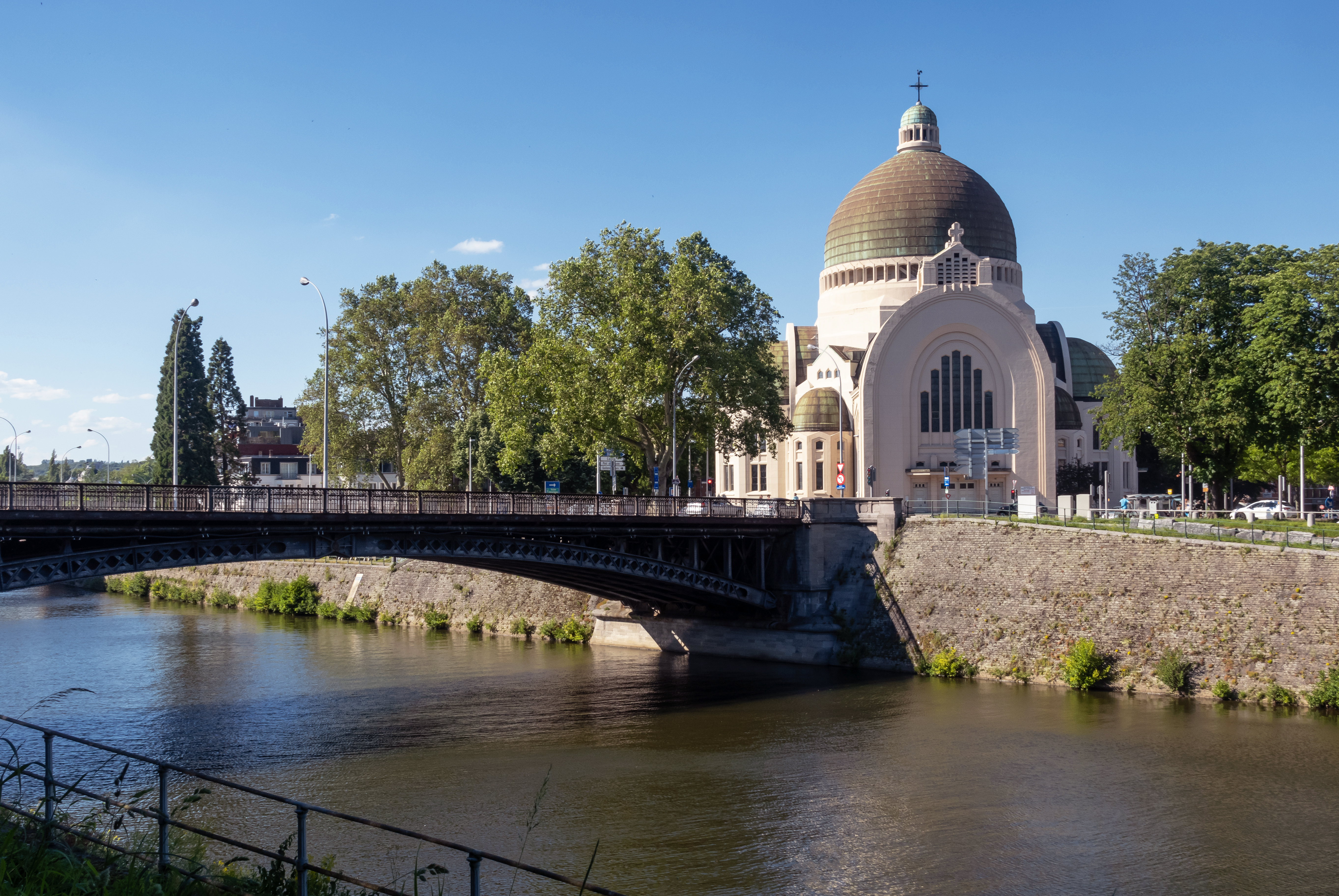
Sint-Vincentiuskerk en brug

De Sint-Vincentiuskerk (Frans: Église Saint-Vincent) is de parochiekerk van de buurt Fétinne in de Belgische stad Luik. De kerk is gelegen aan Avenue Mahiels.

## Geschiedenis
Het is niet bekend wanneer het eerste kerkgebouw in Fétinne werd opgericht. Omstreeks 1300 was er echter al sprake van een zelfstandige parochie. Een grafmonument uit de 14e eeuw, dat zich in de muur van de oude kerk bevond, ondersteunt deze ouderdom.
De kerk werd echter vaak geplaagd door overstromingen. De ligging nabij de Forchu Fossé, een zijtak van de Ourthe die over het laaggelegen gebied naar de Maas vloeide, zorgde hiervoor. In 1643 werd de kerk zelfs volledig vernield door het geweld van het water. Pas een twintigtal jaar later werd de kerk weer herbouwd.
In 1930 werd een nieuwe kerk gebouwd, naar ontwerp van Robert Toussaint. De dakbedekking met koperplaten werd pas in 1966 gerealiseerd.

## Gebouw
De kerk van 1930 werd gebouwd in gewapend beton. Kenmerkend is de hoge koepel die rust op acht pijlers welke elk een hoogte van drie verdiepingen hebben. Aan de zijkant vindt men nog een viertal straalkapellen en een drietal apsiden, alle met (half-)koepeldaken. Verder is er een langgerekt ingangsportaal.